# Economía de Niue

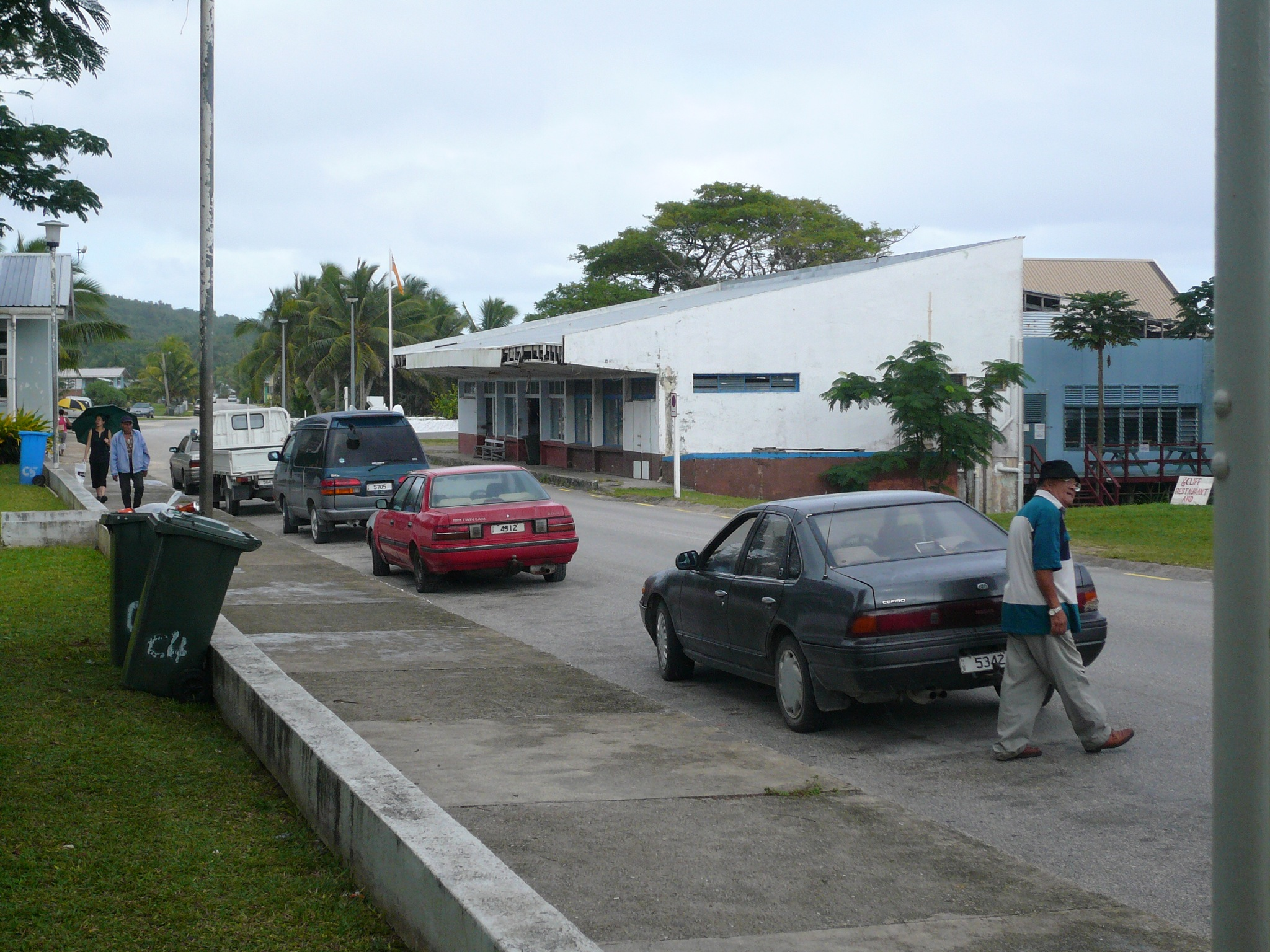
Alofi, capital de Niue

La economía de Niue depende fuertemente de ayudas de Nueva Zelanda. Los gastos del gobierno normalmente superan los ingresos, y las subvenciones de Nueva Zelanda compensan el déficit y se utilizan para pagar los sueldos de empleados públicos. Niue ha recortado gastos públicos al reducir el servicio público casi a la mitad.

## Actividad económica local
El sector agrícola consiste principalmente en cultivos de subsistencia, aunque también hay algunos cultivos con fines de lucro, centrados en la exportación. La industria consiste principalmente de fábricas pequeñas para procesar la fruta de pasión, aceite de lima, miel, y crema de coco.  La venta de sellos de franqueo a coleccionistas extranjeros es una fuente importante de ingresos.
En los últimos años la isla ha padecido una seria pérdida de población debido a la migración de niueños a Nueva Zelanda. Los esfuerzos para aumentar el PIB incluyen la promoción del turismo.  Bajo la presión del Departamento del Tesoro de los Estados Unidos se estableció una iniciativa a la industria de servicios financiera. Más recientemente, la venta de nombres de dominio de Internet bajo las siglas NU ha atraído algunos ingresos. Estos dominios son particularmente populares en Escandinavia, Bélgica y los Países Bajos, donde nu significa "ahora" en holandés y las lenguas escandinavas.

## Estadísticas económicas
PIB: Paridad del poder adquisitivo – $10 millones (2003), $24,3 millones (2011)
PIB – Índice de crecimiento real: 6,2% (2003 est.)
PIB – Per cápita: Paridad del poder adquisitivo – $5.800 (2003),  $15.066 (2011)
PIB – Composición por sectores:
agricultura: 23% (2003) 
industria: 27% (2003)
servicios: 50% (2003)
Población por debajo de la línea de pobreza: 13%
Índice de paro: 12% (2001)
Presupuesto:
ingresos: $15,07 millones (FY 04-05)
gastos: $16,33 millones
Exportaciones: c.$200.000 (2003), $3,52 millones 2014
Exportaciones – socios: Nueva Zelanda (89%), Fiyi, Islas Cook, Australia.
Importaciones: $9 millones (2003), $19 millones (2014)
Importaciones – socios: Nueva Zelanda (59%), Fiyi (20%), Japón (13%), Samoa, Australia, Estados Unidos.
Moneda: 1 dólar de Nueva Zelanda (NZ$) = 100 céntimos